# Vanessa Miranville
Pour les articles homonymes, voir Miranville.
Vanessa Miranville, née le 26 juillet 1983 à La Possession (La Réunion), est une femme politique française. Elle est maire de sa ville natale depuis 2014.

## Biographie

### Situation personnelle
Après des études à Toulouse et Paris, Vanessa Miranville est reçue première au CAPES de mathématiques en 2004. Elle obtient ensuite l’agrégation et enseigne au collège Raymond-Vergès de La Possession.

### Parcours politique
Elle s’implique de manière officielle dans le mouvement jeune des Verts à Toulouse. Parallèlement, elle s’engage à l’âge de 20 ans auprès de Greenpeace et du WWF. À son retour à La Réunion, elle adhère au parti devenu Europe Écologie Les Verts (EÉLV). Elle travaille sur la problématique des déchets ménagers, co-fondant l’association Recyclali, et devient porte-parole du parti à La Réunion. Elle se voit proposer la deuxième place sur la liste EÉLV lors des élections régionales de 2010.
En 2011, candidate aux élections cantonales dans le canton de La Possession, elle s'incline face à son adversaire, le conseiller général sortant Roland Robert, qui l'emporte dès le premier tour en recueillant 57,5 % des suffrages contre 26,1 %. Elle quitte EÉLV la même année puis crée son propre parti politique, Possession écologie solidaire (PES), en préparation de sa candidature aux élections municipales de 2014 à La Possession,.
À l’issue de ce scrutin, elle devient la seule femme maire de La Réunion, après que sa liste a obtenu 56,5 % (soit 8 098 voix) contre 6 241 voix à son opposant, le maire sortant Roland Robert. Elle est élue dans la foulée 3e vice-présidente du Territoire de la Côte Ouest (TCO). En 2015, son mouvement devient Citoyens de La Réunion en action (CREA),.
Candidate aux élections sénatoriales de 2017 à La Réunion, la liste sur laquelle elle figure recueille 2,3 % des suffrages.
En mars 2019, elle annonce qu’elle sera candidate aux élections municipales de 2020 à La Possession. Sa liste arrive en tête du premier tour avec 45,2 % des voix, devançant largement celle de Philippe Robert, fils de l’ancien maire Roland Robert (29,1 %). Elle l’emporte avec 64,8 % au second tour, le 28 juin 2020, puis est réélue maire lors de l'installation du conseil municipal, le 3 juillet suivant,.
En août 2020, Vanessa Miranville annonce sa candidature aux élections régionales de 2021 à La Réunion. Elle présente en février 2021 un programme axé sur l’écologie et la démocratie participative, proposant notamment une révision de l’octroi de mer, l’augmentation du nombre de logements sociaux et une consultation citoyenne sur la fin du chantier de la nouvelle route du Littoral. Arrivée quatrième, elle échoue de peu à pouvoir maintenir sa liste au second tour avec 9,9 % des voix.